# Рождество со святыми (картина Чимы да Конельяно)
«Рождество со святыми» (итал. Natività con santi), или «Поклонение пастухов» (итал. Adorazione dei pastori), — картина итальянского художника Чима да Конельяно. Написана около 1509 года и представляет собой живопись маслом на доске размером 300 × 185 см. В настоящее время хранится в храме Санта-Мария-дей-Кармини в Венеции.

## История картины
Алтарный образ был написан Чима да Конельяно для капеллы в храме Санта-Мария-дей-Кармини в Венеции около 1509 года или в 1509—1511 годах. Картину во время эпидемии чумы заказал торговец Джованни Кальво в память об умершей в 1508 году супруге по имени Екатерина и в качестве подношения о личном спасении. Сам заказчик умер в том же 1509 году и похоронен в капелле в храме Санта-Мария-дей-Кармини, для алтаря которой им и был заказан образ.

## Описание картины
В картине использован новозаветный сюжет, известный как «поклонение пастухов». На фоне идиллического пейзажа, у вертепа, в котором родился Иисус Христос, изображён сам божественный младенец, спящий в яслях. Перед ним справа, молящейся на коленях, изображена его мать Пресвятая Дева Мария, а также склонившиеся над яслями животные: корова и осёл. За Богоматерью изображён архангел Рафаил, держащий за руку слепого Товию; у последнего в руках находится рыба, что указывает на известный ветхозаветный сюжет об исцелении архангелом слепого юноши. Их изображение на картине, вероятно, свидетельствует о просьбе донатора о собственном здоровье. В правом нижнем углу у ног архангела и юноши сидит собачка. Слева от яслей изображён Иосиф Обручник, рядом с которым находятся пастух и пастушок. Пастух стоит перед божественным младенцем на одном колене, скрестив руки на груди; перед ним его дар новорождённому — корзина с фруктами и горлицами. Из-за спины Иосифа Обручника выглядывает улыбающийся пастушок. В образе пастуха изображён заказчик картины, а в образе пастушка, вероятно, его сын. За ними стоят святая Елена со Святым Крестом, обретенным ею в Иерусалиме, и святая Екатерина, покровительница покойной жены заказчика. Последняя держит в руке пальмовую ветвь, являющуюся символом мученичества.